# Жергез
Жергез (кирг. Жергез, до 2010-х — Новоконстантиновка) — село в Ак-Суйском районе Иссык-Кульской области Кыргызстана. Входит в состав Кереге-Ташского аильного округа. Код СОАТЕ — 41702 205 818 04 0.

## История
Село Графа-Паленское основано в 1872 г. В 1913 г. в нём насчитывалось 103 дворов, имелись церковь, церковная школа, маслобойный завод, 6 мельниц, 2 лесопилки и 7 торговых заведений. Село входило в состав Графа Паленской волости Пржевальского участка Пишпекского уезда Семиреченской области.

## Население
По данным переписи 2009 года, в селе проживал 731 человек.